# 森下洋一
森下 洋一（もりした よういち、1934年〈昭和9年〉6月23日 ‐ 2016年〈平成28年〉12月18日）は、日本の実業家。位階は従三位。
関西学院大学バレーボール部員であったため、先輩である大松博文に薦められ松下電器産業株式会社（現・パナソニック株式会社）に運動選手枠で入社する。後に同社の社長、会長、相談役、学校法人関西学院の理事長を務めた。
社長在任時の1995年に「これからはブラウン管の時代」と提唱して液晶開発への投資を縮小したことにより、松下が液晶競争に乗り遅れる原因の一つを作る。退任後、2019年にはパナソニックの液晶事業からの撤退が決定された。

## 略歴
- 1934年（昭和9年） - 兵庫県姫路市に生まれる。
- 1957年（昭和32年） - 関西学院大学商学部卒業。同年、松下電器産業株式会社（現・パナソニック株式会社）入社。
- 1971年（昭和46年） - 同社 電機事業部大阪電機営業所長に就任。
- 1975年（昭和50年） - 同社 近畿電機営業所長に就任。
- 1981年（昭和56年） - 同社 中国特機営業所長に就任。
- 1986年（昭和61年） - 同社 特機営業本部長に就任。
- 1987年（昭和62年） - 同社 取締役に就任。
- 1987年（昭和62年） - 同社 常務取締役に就任。
- 1990年（平成2年） - 同社 専務取締役に就任。
- 1992年（平成4年） - 同社 副社長に就任。
- 1993年（平成5年） - 同社 第5代社長に就任[8][9]。
- 2000年（平成12年） - 同社 会長に就任。
- 2002年（平成14年） - 道路交通情報通信システムセンター理事長に就任[10]
- 2006年（平成18年） - 同社 相談役に就任。
- 2008年（平成20年） - 学校法人関西学院理事長就任[11]。
- 2013年（平成25年） - 同理事長退任。
- 2016年（平成28年） - 死去。82歳没[1]。没後、日本国政府は従三位に叙し、旭日大綬章を追贈することを決定した[12][13]。

現在までに関西経済連合会副会長、JEITA（電子情報技術産業協会）会長、日本電機工業会会長、郵政行政審議会会長など、数々の公共の益に係わる役職を務める。